# Malin Levenstad
Malin Levenstad (født 13. september 1988) er en kvindelig svensk fodboldspiller, der spiller som forsvar for FC Rosengård i Damallsvenskan og tidligere Sveriges kvindefodboldlandshold, til 2013.
I november 2013, skiftede Levenstad, fra mestrene hos LdB FC Malmö til leje i hovedstadklubben AIK Fotball Damer, i den første halvdel af sæsonen 2014. Levenstad stoppede 2014, hendes aktive karriere og blev i November 2019, ny assistenttræner for  FC Rosengård. 
Hun genoptog hendes karriere i Februar 2019, hvor hun siden har optrådt for FC Rosengård.

## Privatliv
Efter hendes karrierestop flyttede Levenstad til Frankrig, hvor hun dannede par Caroline Seger.